# Mercado de Colón
Il Mercado de Colón (in valenciano Mercat de Colón) è un mercato pubblico che si trova nel centro di Valencia, in Spagna.
L'edificio è stato progettato dall'architetto valenciano Francisco Mora Berenguer tra il 1914 e il 1916 per andare incontro ai bisogni crescenti della borghesia dell'Ensanche di Valencia.
Il mercato è una delle principali opere del modernismo valenciano dei primi anni del XX secolo ed è stato dichiarato Bien de Interés Cultural. La sua struttura architettonica si ispira a quelle dei mercati di Tortosa e di Saragozza, opera di Félix Navarro.
Nei primi anni duemila, è stato sottoposto ad un'intensa opera di restauro, consistita nello scavo di un piano seminterrato adibito a uso commerciale, nel risanamento delle strutture portanti in ferro che erano ossidate e nel recupero degli elementi architettonici originali che determinarono la sua funzione di mercato centrale della città.